# Okamejei powelli
Okamejei powelli (лат.) — вид хрящевых рыб семейства ромбовых скатов отряда скатообразных. Обитают в тропических водах Индийского океана. Встречаются на глубине до 244 м. Их крупные, уплощённые грудные плавники образуют диск в виде ромба. Максимальная зарегистрированная ширина диска 22 см. Откладывают яйца. Не являются объектом целевого промысла.

## Таксономия
Впервые вид был научно описан в 1898  году как Raja powelli. Он назван в честь лейтенанта Фредерика Томаса Пауэлла. Голотип представляет собой самку длиной 30,6 см, пойманную в заливе Моутама.

## Ареал
Эти демерсальные скаты обитают в Индийском океане у берегов Индии, Мьянмы и Пакистана. Встречаются на глубине 122—244 м в нижней части континентального шельфа и на материковом склоне.

## Описание
Широкие и плоские грудные плавники этих скатов образуют диск в виде ромба. На вентральной стороне диска расположены 5 жаберных щелей, ноздри и рот. На тонком хвосте имеются латеральные складки. У этих скатов 2 редуцированных спинных плавника и редуцированный хвостовой плавник. 

## Биология
Эти скаты откладывают яйца, заключённые в жёсткую роговую капсулу с выступами на концах. Эмбрионы питаются исключительно желтком. 

## Взаимодействие с человеком
Эти скаты не являются объектом целевого промысла. Вероятно, попадаются в качестве прилова при донном тралении. Данных для оценки Международным союзом охраны природы охранного статуса вида недостаточно.